# 풍양면 (고흥군)
풍양면(豊陽面)은 대한민국 전라남도 고흥군의 면이다.

## 개요
풍양면은 고흥과 녹동 중간 부분에 위치하며, 생활권 분산으로 성장이 둔화되었다. 미맥 위주 산업에서 특화작목 개발로 점진적 성장 추세에 있다.

## 하위 행정 구역
| 법정리 | 한자명 | 행정리                       | 비고 |
| ------ | ------ | ---------------------------- | ---- |
| 상림리 | 上林里 | 상림, 하림                   |      |
| 야막리 | 野幕里 | 남천, 청룡, 죽시             |      |
| 보천리 | 普天里 | 보천, 구잠, 죽천, 옥천, 엄포 |      |
| 당두리 | 堂頭里 | 당두, 공호                   |      |
| 고옥리 | 沽玉里 | 고옥, 대가, 삼각, 축두       |      |
| 한동리 | 寒東里 | 양리, 대청, 방사, 한서       |      |
| 봉양리 | 鳳陽里 | 봉양, 신기, 신평             |      |
| 안동리 | 安洞里 | 안동, 문암, 소곡             |      |
| 매곡리 | 梅谷里 | 매곡, 백석, 동적             |      |
| 풍남리 | 豊南里 | 동풍, 서풍, 남당, 강동, 광석 |      |
| 송정리 | 松亭里 | 송정, 월동, 천등, 냉정       |      |
| 율치리 | 栗峙里 | 율치, 삼신, 사동, 내율       |      |
| 12개리 |        | 42행정리                     |      |

## 교육
- 풍양초등학교 (야막리)
  - 고옥분교 (폐교) - 풍양면 축두길 58-6 (고옥리)
- 풍남초등학교 (풍남리)
- 고흥풍양중학교 (율치리)